# Jagdstaffel 46
A Jagdstaffel 46, conhecida também por Jasta 46, foi um esquadra de aeronaves da Luftstreitkräfte, o braço aéreo das forças armadas alemãs durante a Primeira Guerra Mundial. A esquadra abateu mais de 40 aeronaves inimigas, incluindo 10 balões.

## Aeronaves
- Pfalz D.III
- Albatros D.V
- Fokker D.VII